# Mimachrostia novofasciata
Mimachrostia novofasciata là một loài bướm đêm thuộc họ Erebidae. Nó được tìm thấy ở Hải Nam ở Trung Quốc.
Sải cánh dài khoảng 13 mm. Cánh trước màu be.